# Lirimiris elongata
Lirimiris elongata är en fjärilsart som beskrevs av William Schaus 1906. Lirimiris elongata ingår i släktet Lirimiris och familjen tandspinnare. Inga underarter finns listade i Catalogue of Life.